# Catamaran de sport
Vous pouvez aider à l'améliorer ou bien discuter des problèmes sur sa page de discussion.
- Il ne cite pas suffisamment ses sources. Vous pouvez indiquer les passages à sourcer avec {{référence nécessaire}} ou {{Référence souhaitée}}, et inclure les références utiles en les liant aux notes de bas de page. (Marqué depuis juin 2011)
- Il doit être recyclé. La réorganisation et la clarification du contenu sont nécessaires. (Marqué depuis juin 2011)

- Archive Wikiwix
- Bing
- Cairn
- DuckDuckGo
- E. Universalis
- Gallica
- Google
- G. Books
- G. News
- G. Scholar
- Persée
- Qwant
- (zh) Baidu
- (ru) Yandex
- (wd) trouver des œuvres sur Wikidata

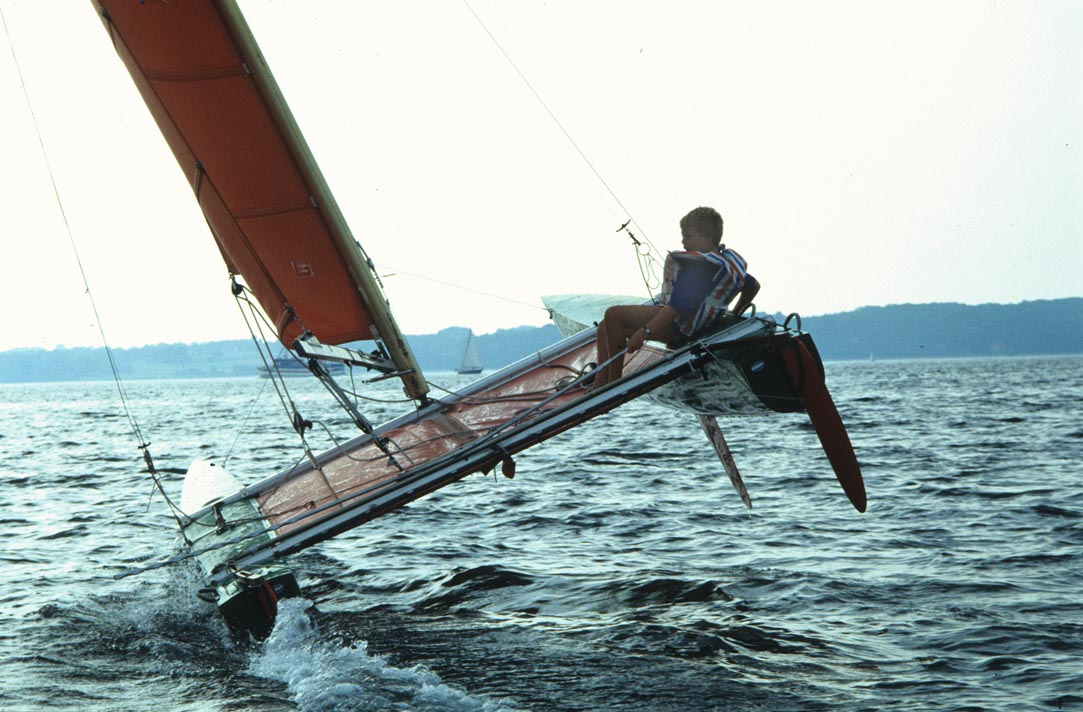
Un catamaran de sport.

Un catamaran de sport est un voilier léger, utilisé pour l'enseignement de la voile, la navigation de loisir, et la compétition. Le catamaran de sport permet d'atteindre facilement des vitesses inconnues par les autres voiliers, à part désormais les grands voiliers de courses transocéaniques.

## Principaux modèles et chantiers

### Modèles les plus connus
Le modèle de référence et le plus répandu est le Hobie Cat 16, créé en 1970 et toujours commercialisé. Le développement des catamarans de sport est intimement lié à Hobie Cat. Il n'a aucune dérive comme le Prindle (de) 16.

Le Tornado a été le catamaran de sport retenu pour les épreuves olympiques jusqu'en 2008 à Pékin

Le Dart 18 est un modèle plus simple qui a connu également un certain succès. Le Nacra 17 est le support Olympique pour Rio 2016 et Pékin 2020(21) et Paris 2024. Quant à la Formule 18, c'est aujourd'hui, la série la plus dynamique en compétition.[réf. nécessaire].

### Chantiers
Il existe des chantiers de tailles et de diffusion très hétéroclites. Leur production peut être importante ou très limitée, diffusée localement ou mondialement. Ci-dessous les principaux chantiers, avec leurs modèles les plus connus :
- Hobie Cat (États-Unis, Oceanside, 1968 - France, Toulon, 1975) : Hobie 14 (1968), Hobie 16 (1970), Hobie Tiger (1995, ISAF), Hobie Wildcat (2009)
- Nacra (Etats-Unis - Pays Bas, 1975): Nacra 5.2, Nacra 15, Nacra Infusion (F18)
- Goodall Design Australia (ex-AHPC (Australie, Victoria, 1988)) : Capricorn, Viper (F16), C2 (F18)
- Boulogne Conception Marine (France, Gravelines, 1997-2019) : Cirrus F18, Cirrus B1, Cirrus Evolution, Cirrus R, Cirrus R²
- Mattia Sport (Italie): Mattia 18, SL16[réf. nécessaire], Mattia Esse.
- Swell Catamarans / Loday White (Royaume-Uni) : Shockwave (F18), Spitfire
- Sirena Voile (France, Le Pouliguen) : SL15.5 (support fédéral FFV), SL16 (support officiel ISAF), SL5.2
- Ventilo (Suisse, Rolle) : Ventilo 18 HT
- NewMarine Navistrat (France, Hennebont) : New Cat F1 (polyéthylène), New Cat 12, KL 10.5 (polyéthylene). (KL repris par Navistrat). Bateaux à destination des écoles de voile
- Alado (France, Étel, 1991) : Alado F18. Production artisanale, arrêtée.

## Compétition
Les catamarans régatent entre eux soit en inter-série, soit plus généralement entre bateaux de même type. Les bateaux qui répondent à une même jauge forment une classe telles que Formule 18, Classe A,, Classe 1.04 ou M1 et M2 en Suisse.
Les constructeurs peuvent également arriver à constituer une classe à l'aide d'un seul de leur modèle, comme pour le Hobie Cat 16.
Il existe en France une filière sportive jeune pour le catamaran de sport. Les supports sont adaptés à l'âge : Tyka pour les Minimes (12-14 ans), 15.5 pour les Cadets (15-17 ans), SL ou HC 16 pour les Juniors (18-20 ans). 

## Gréement et rôles de l'équipage
Le gréement d'un catamaran est composé d'une grande voile, la grand-voile, et le plus souvent d'une petite voile d'avant, le foc. Désormais un foc autovireur et un spinnaker asymétrique équipent la plupart des catamarans de régate.
Un catamaran de sport, selon sa conception, peut être manœuvré par 1 ou 2 équipiers (et plus rarement 3).
En régate, les rôles sont en général les suivants : barreur : barre et navigation ; équipier : écoute de grand voile (palan) et spi.
L'équipage est facilement au trapèze dès que le vent monte. En navigation école, le barreur s'occupe également de la grand-voile, et l'équipier du foc (non autovireur).